# 木嬰長次郎
木嬰 長次郎（きえい ちょうじろう、生没年不詳）は、幕末期から明治時代の捕鯨家。

## 経歴・人物
加賀国石川郡金石上新浜に生まれる。明治元年（1868年）より共同金で大曳網による捕鯨を始める。翌年の明治2年（1869年）、加賀では「沖の殿様」と呼ばれ敬遠される存在であった鯨の捕獲に初めて成功した。後に網を銛に替えて改良を重ね、明治16年（1883年）の第1回水産博覧会に捕鯨具を出品し受賞した。